# 재동이
재동이는 SBS에서 방영된 월요드라마이다.

## 제작진
- 극본 : 이희명
- 연출 : 최문석

## 출연진
- 길용우 : 재동 부 역
- 김가영
- 김명민
- 김보연
- 배종옥 : 주현지 역
- 신익재
- 오승윤 : 안범모 역
- 이상아